# Bolshecapnia sasquatchi
Bolshecapnia sasquatchi är en bäcksländeart som först beskrevs av William Edwin Ricker 1965.  Bolshecapnia sasquatchi ingår i släktet Bolshecapnia och familjen småbäcksländor. Inga underarter finns listade i Catalogue of Life.